# Viagens na Minha Terra
Viagens na Minha Terra é um livro da autoria de Almeida Garrett; obra na qual se misturam o estilo digressivo da viagem real (que o autor fez de Lisboa a Santarém) e a narração novelesca em torno de Carlos e Joaninha.

## Estilo e Contexto
O livro Viagens na Minha Terra, publicado em volume em 1846, é o ponto de arranque da moderna prosa literária portuguesa: pela mistura de estilos e de gêneros, pelo cruzamento de uma linguagem ora clássica ora popular, ora jornalística ora dramática, ressaltando a vivacidade de expressões e imagens, pelo tom oralizante do narrador, Garrett libertou o discurso da pesada tradição clássica, antecipando o melhor que a este nível havia de realizar Eça de Queirós. Viagens na Minha Terra é talvez a obra mais importante do Romantismo português.
Mas a obra vale também pela análise da situação política e social do país e pela simbologia que Frei Dinis e Carlos representam: no primeiro é visível o que ainda restava de positivo e negativo do Portugal velho, absolutista; o segundo representa, até certo ponto, o espírito renovador e liberal. No entanto, o fracasso de Carlos é em grande parte o fracasso do país que acabava de sair da guerra civil entre miguelistas e liberais e que dava os primeiros passos duma vivência social e política em moldes modernos.

## A Viagem
Partindo de Lisboa, Almeida Garrett descreve a sua viagem pelo Vale do Tejo até Santarém. Após uma curta ligação de barco, o autor prossegue ora a pé, ora a cavalo, por Vila Franca, Vila Nova da Rainha, Azambuja e Cartaxo. Deixando-nos algumas reflexões sobre o que encontra pelo caminho, é no Vale de Santarém que por fim de detém mais tempo. 
A descrição do povoamento é profundamente ligada à terra e à natureza, como apraz ao estilo romântico, entrando em directo contraste com o que nos virá mais tarde a apresentar sobre a cidade de Santarém. Uma vez aqui, o leitor é confrontado com uma cidade decadente, incapaz de uma sólida expressão de vida urbana ou de respeitar os muitos tesouros e heranças nacionais que passadas gerações lhe deixaram.

## O Conto
O conto, inserido em vários capítulos da narrativa de viagem, começa por apresentar ao leitor dona Francisca e Joaninha, as residentes de uma casa que muito fascina o narrador. A idosa, amplamente devota e tornada cega após um grande desgosto, é todas as sextas-feiras visitada por Frei Dinis, um dos últimos clérigos do Convento de São Francisco de Santarém. A absoluta austeridade religiosa de Frei Dinis inspira em dona Francisca um imenso temor a Deus e a segredos do passado que ambos parecem partilhar.
Portugal encontra-se em plena guerra civil. Com o aproximar das tropas constitucionais, na sequência da evacuação dos realistas para o Ribatejo, o Vale de Santarém torna-se palco de um cerco à cidade. Joaninha e a avó, após recusarem o convite de Frei Dinis para se refugiarem em Santarém, tornam-se conhecidas de ambos os lados da barricada. As andanças de Joaninha tornam-se conhecidas entre liberais e miguelistas, demonstrando a jovem uma graça que lhe concede o apelido de "menina dos rouxinóis". Certa tarde, adormecida debaixo de uma árvore, é reconhecida por Carlos, o seu primo há algum tempo exilado, agora feito oficial das forças de D. Pedro IV. O reencontro é emotivo e ambos professam o seu amor. Ao regressar ao seu regimento, Carlos reflecte sobre Georgina, a namorada inglesa que deixou para trás ao juntar-se ao exército e percebe-se perdido entre dois amores. 
Pouco tempo depois, é decretada ordem de ataque e a cidade de Santarém é por fim tomada pelos liberais. Carlos acorda ferido no convento de Frei Dinis, com Georgina a seu lado. A inglesa, apesar das juras de amor feitas por Carlos, diz perceber que o seu coração pertence à prima. Interrompe-os o frade, por quem o jovem nutre uma notória animosidade. A conversa torna-se hostil e surge do reencontro a revelação de que o clérigo é na realidade o seu pai. A verdade é exposta pela avó, que após anos de sofrimento finalmente consegue abraçar o neto. Carlos, porém, abandona o convento e nunca mais regressa.
Semanas mais tarde, Joaninha recebe uma carta do primo. Por fim é explicada a vida de Carlos no estrangeiro e todas as peripécias amorosas que o trouxeram a este ponto. Após expor uma lista de paixões, Carlos diz mais uma vez amar Joaninha, mas acrescenta que é agora indigno de afeição e garante nunca mais voltar. 
O fim da narrativa vê Frei Dinis na velha casa do Vale, a fazer companhia a dona Francisca, agora também surda e senil. É revelado pelo próprio que Carlos é agora barão e agiota e em breve será deputado.

## Personagens
- Frei Dinis - frade austero, fiel ao Convento de São Francisco de Santarém, visita frequente da casa de dona Francisca.
- Carlos - militar pela causa liberal, natural do Vale de Santarém. Neto de dona Francisca e primo de Joaninha.
- Dona Francisca - Avó de Joaninha e Carlos, natural do Vale de Santarém. Mulher devota e cega pelo desgosto.
- Joaninha - Menina de 16 anos, de profundos olhos verdes, cuidadora de Dona Francisca.
- Georgina - Inglesa, rival de Joaninha pelo amor de Carlos.
- Laura e Júlia - Irmãs de Georgina.